# かくだ菜の花まつり
かくだ菜の花まつり（かくだなのはなまつり）は、宮城県角田市藤田字中谷地地内の阿武隈川角田橋下流右岸河川敷で開催される祭りのひとつである春祭り。

## 概要
角田市内の阿武隈川河川敷でゴールデンウィークの期間中、3.2haの畑に約250万本の菜の花の黄色い絨毯が広がる中で、春雪を抱いた蔵王連峰が遠望できる。オープニングイベントや各種のショーがあり、ポニー乗馬体験（有料）も出来る。

## 沿革
- 2015年（平成27年） - 18回目開催。

## 所在地
- 宮城県角田市藤田字中谷地（角田橋の北側東岸）

## 近隣の見所
- 高蔵寺阿弥陀堂
- 角田宇宙センター
- 角田城

## 主催
- 角田市観光物産協会
- 角田市商工観光課・ブランド観光係（平日のみ）

## 駐車場
- 無料 200台

## アクセス
- 阿武隈急行角田駅からシャトルバスあり（土日、祝日）